# Вакар (буква)

Вакар (वकार), талотхопло ва (तलथोप्ली व) — व, ва, буква консонантно-слогового алфавита деванагари, обозначает лабиодентальный фрикативный сонант /v/ и относится к полугласным. При соединении с другими согласными часто с необходимостью артикулируется как /w/. Так же часто заменяет उ /u/ в положении перед гласной, либо наоборот, व в сочетании с согласным заменяется на उ.
При записи слов на языке кашмир व используется для записи гласного звука /ɔ/, что, ввиду отсутствия для व надстрочного знака гласной вызывает проблему чтения: по правилам чтения девангари слова получают дополнительный звук /v/.
Акшара-санкхья — 4 (четыре). 

Вакар ранджана

## Нумерация Арьябхата
- व (ва) - 60 . वि (ви) - 6000 . वु (ву) - 600000